# Waldmann Group
Die Waldmann Group ist eine deutsche Unternehmensgruppe, die Leuchten für Industrie, Büro und das Gesundheitswesen herstellt. 
Das 1928 gegründete Unternehmen mit Sitz in Villingen-Schwenningen (Baden-Württemberg) optimiert durch Licht und Information Arbeitsplätze in verschiedenen Branchen.
Waldmann Leuchten stehen für Qualität "Made in Germany" und überzeugen durch 20 Jahre Garantie.

## Gruppe
Marken der Waldmann-Gruppe:

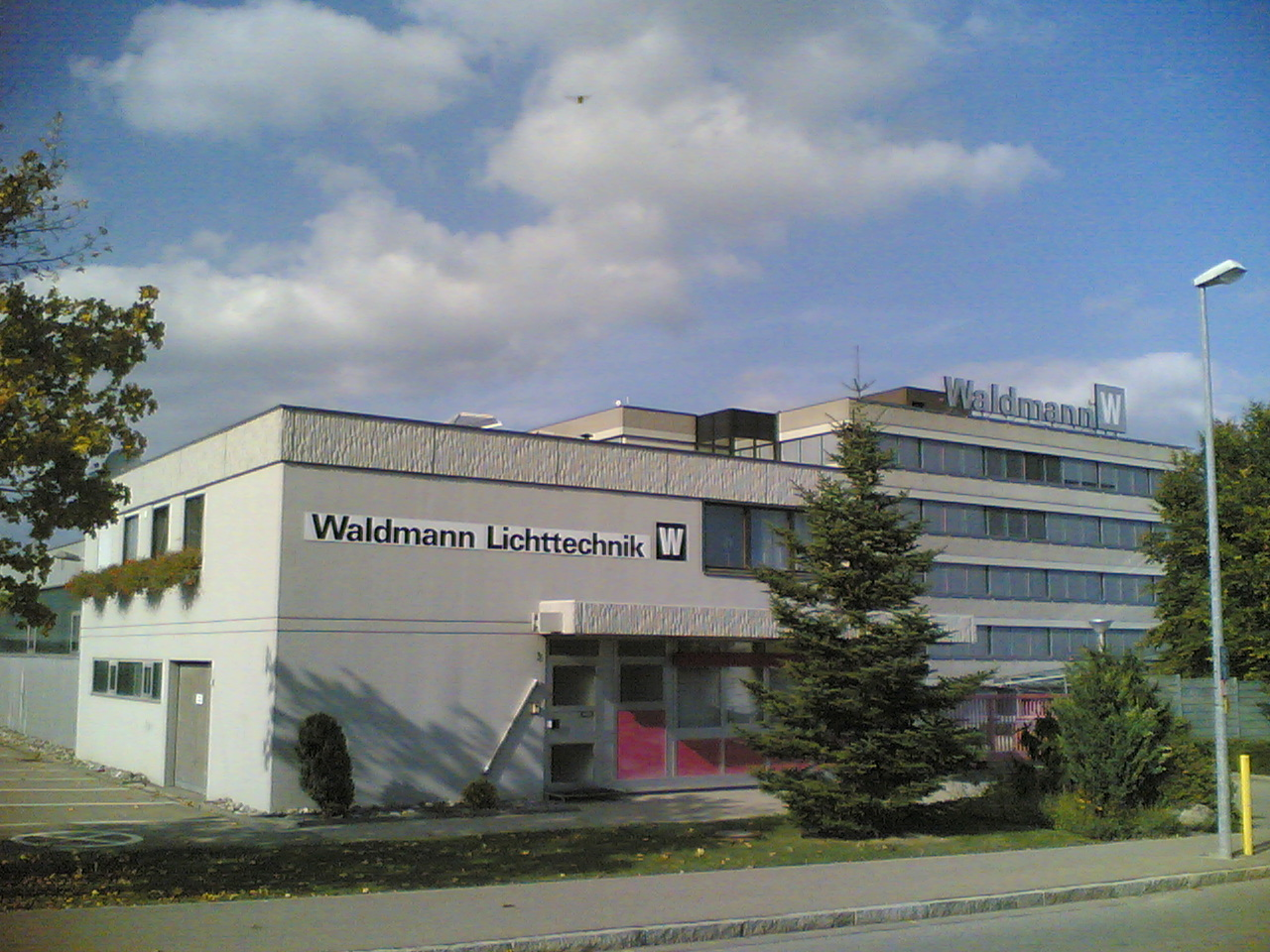
Hauptsitz Waldmann Group, Villingen-Schwenningen

- Herbert Waldmann GmbH & Co. KG, Villingen-Schwenningen: Leuchten für Industrie, Architektur und medizinische Phototherapie
- Waldmann Elektrotechnik GmbH & Co. KG, Villingen-Schwenningen: Installation von Elektroanlagen, Kommunikations- und Automatisierungstechnik
- Derungs Licht AG, Gossau SG (Schweiz): Leuchten für Arztpraxen, Veterinäre, Tierkliniken, Krankenhäuser, Kosmetik und Podologie
- Lighting Innovation Group AG (LIG), Schaffhausen (Schweiz): Ingenieurdienstleister in den Bereichen Lichttechnik, Elektronik, Konstruktion und Musterbau

Tochterunternehmen existieren in Deutschland, Österreich, der Schweiz, den Niederlanden, Frankreich, Italien, Schweden, den USA und der VR China. Produktionsstätten befinden sich in Villingen-Schwenningen, Gossau (CH), Wheeling, Illinois (USA) und Shanghai (VR China). Über Vertriebspartner sind Waldmann-Produkte in vielen Ländern erhältlich.
Die Herbert Waldmann GmbH & Co. ist Mitglied im Wirtschaftsverband Industrieller Unternehmen Baden.

## Produkte
- Licht für die Architektur: Leuchten für Büros, Flure, Konferenzzimmer und Empfangszonen, Cradle-to-Cradle zertifiziert
- Licht für die Industrie: Arbeitsplatz- und Maschinenleuchten, Spezialleuchten für Prüfarbeitsplätze, Dentallabore und feinmechanische Arbeitsplätze
- Licht für Pflege und Gesundheit: Leuchten für Bewohner-/Patientenzimmer, Flure, Gemeinschaftsbereiche, die einen Beitrag zur Sturz- und Delirprävention leisten

## Gesellschaftliches und soziales Engagement
Die Waldmann-Gruppe unterstützt mit jährlich 20.000 € die Aktion „Täglich Brot für Kinder“ des Kinder- und Familienzentrums (KiFaz) in Villingen-Schwenningen, damit im Schwarzwald-Baar-Kreis bedürftige Schulkinder ein warmes Mittagessen erhalten. Die Herbert Waldmann GmbH & Co. KG war einer der Premiumpartner der Landesgartenschau 2010 in Villingen-Schwenningen.